# Шара-Нур (Иркутская область)
Шара-Нур (бур. Шара нуур — жёлтое озеро) — бессточное горько-солёное озеро карстового происхождения в Ольхонском районе Иркутской области на острове Ольхон, окружённом водами Байкала. Зеркало озера расположено на высоте 750 метров над уровнем моря в пределах территории Хужирского муниципального образования.

## Географическое положение
Расположено на острове Ольхон, в межгорной ложбине, окружённой со всех сторон сопками и лесом, защищающими территорию вокруг озера от ветров, в 6 километрах к юго-востоку от деревни Ялга.

## Происхождение названия
Название озера Шара-Нур в переводе с бурятского означает жёлтое озеро. Предполагается, что такое название произошло из-за того, что на лугу, в окружении которого находится озеро, в больших количествах произрастают лютики. По другим данным, вода в озере имеет слегка желтоватый оттенок.

## Географические характеристики
Длина озера составляет 360 метров, ширина — 199 метров. Глубина незначительная, в связи с чем озеро хорошо прогревается. Летом температура воды там достигает +23 °C. Горько-солёное.

### Лечебные грязи
В озере содержатся лечебные грязи, которые помогают при сердечно-сосудистых, кожных заболеваниях и заболеваниях опорно-двигательного аппарата, в частности, при артритах, остеохондрозе, невралгии. Целебными свойствами обладает и сама вода. Это обусловлено содержанием в воде сероводорода, который выходит на поверхность воды маленькими пузырьками, а также некоторых минералов.

## Флора и фауна
По берегам озера произрастают камыши, чабрец. Растительность присутствует и в самом озере, в частности, там присутствуют фиолетовые водоросли.
По берегам водоёма гнездятся многочисленные птицы, в том числе огарь, внесённый в Красную книгу.

## Легенды и предания
У местных жителей с озером связано множество разнообразных легенд и преданий. Согласно одной из них, пузырьки сероводорода, поднимающиеся со дна озера — результат дыхания Жёлтого Змея (Шара Каая), живущего на дне Шара-Нура. Согласно одному из вариантов этой легенды, Жёлтый Змей — это прекрасный юноша, заколдованный злым волшебником. Змей якобы иногда может всплывать и даже поедать животных и утонувших в озере людей — их тела никогда не находят. Однако учёные предполагают, что озеро соединено подземными тоннелями с Байкалом.
Существует легенда про охотника, который ранил в этих местах оленя, но никак не мог его догнать. Когда они приблизились к озеру, олень бросился в воду, а выплыв на другой берег, был уже здоров. С этого времени люди узнали о целебных свойствах озера.
Про Шара-Нур рассказывают и легенду, объясняющую происхождение бурятского народа: 

однажды, гуляя по Ольхону, охотник Хоридой заметил, как к озеру спустились три лебедя, обернулись в прекрасных девушек и стали купаться. Охотник, не долго думая, украл одежду одной из них и спрятал. А небесная дева в обмен на одежду вышла за него замуж, и у них родилось 11 сыновей, ставших родоначальниками бурятских родов.
 У бурят существует традиция при пролёте лебедей брызгать молоком и чаем в их сторону, как бы угощая своих дальних родичей. Однако похожую легенду рассказывают и про многие другие озёра Иркутской области и Бурятии.

## Галерея

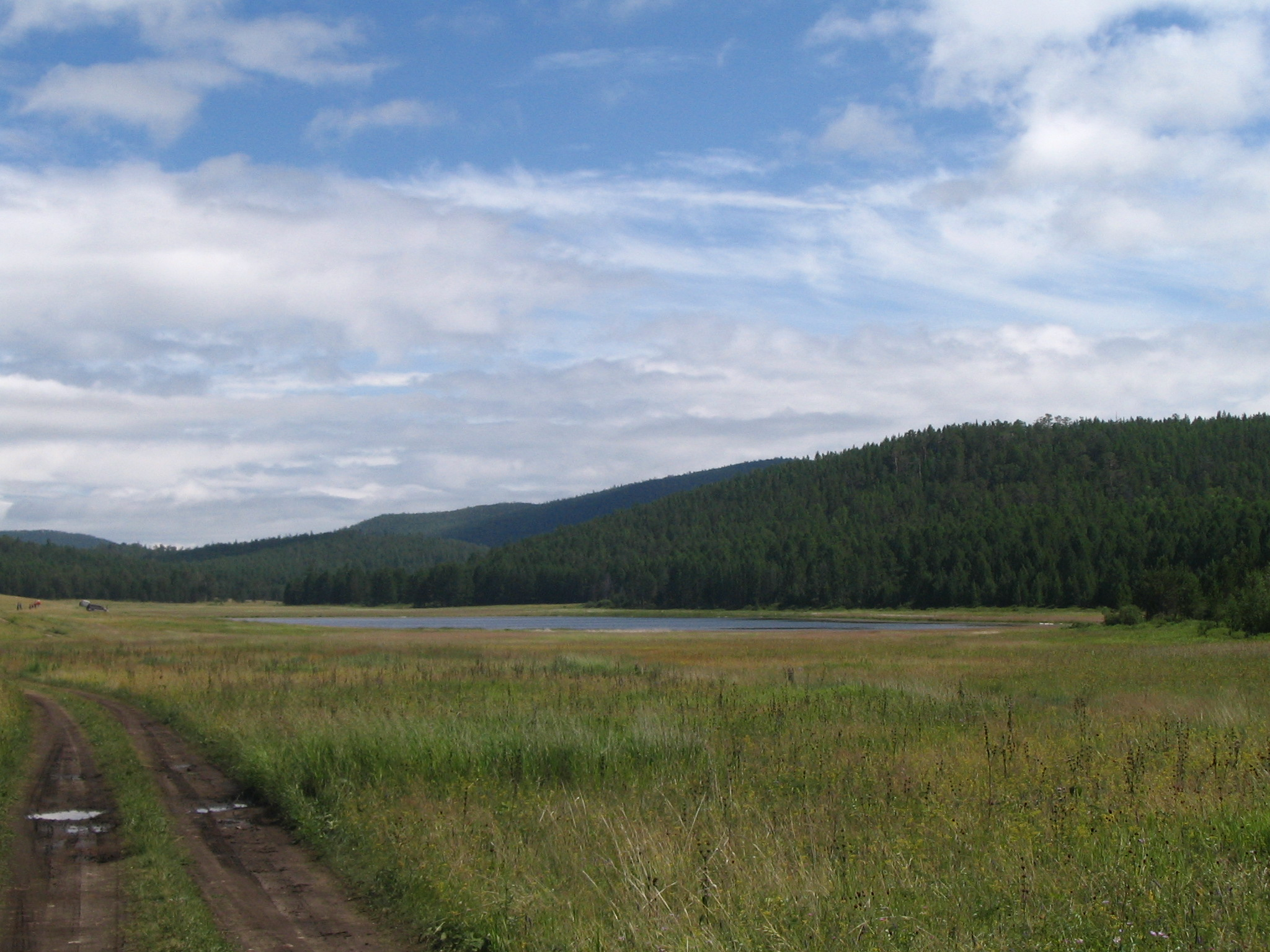
Озеро Шара-Нур
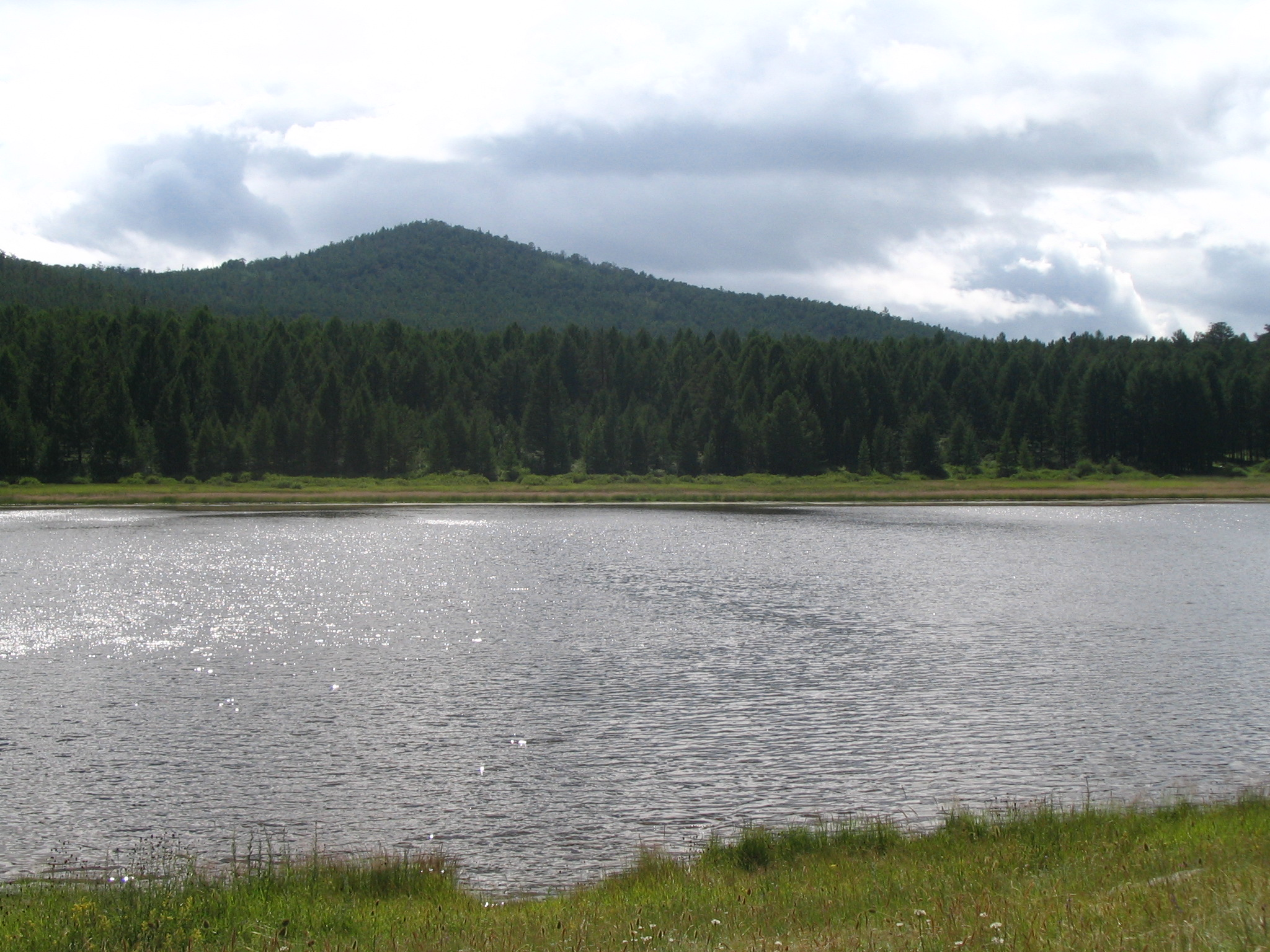
Вид с берега
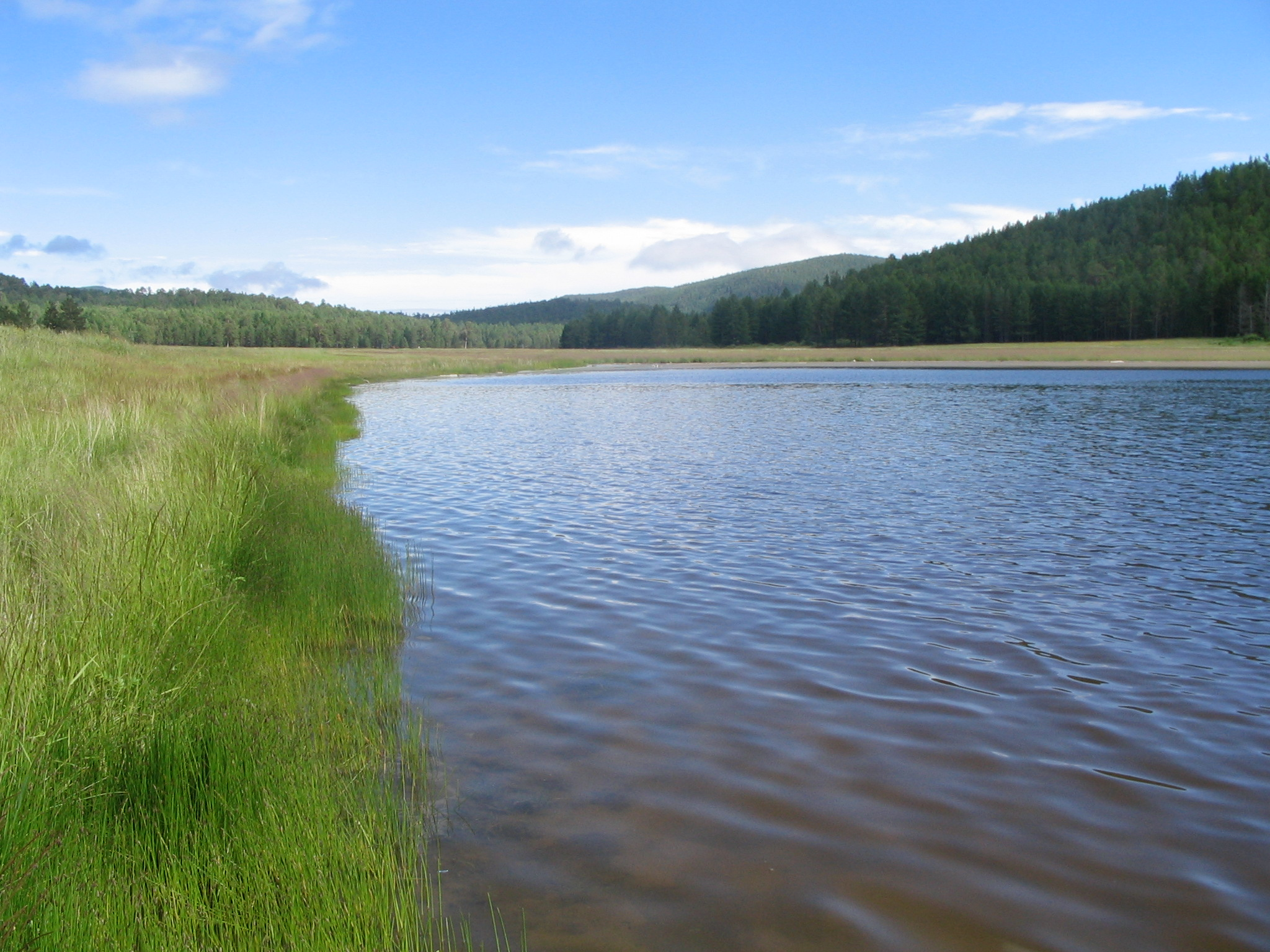
У кромки воды